# アメリカ・ナチ党
アメリカ・ナチ党（アメリカ・ナチとう、英語: American Nazi Party、略称:ANP）は、アメリカ合衆国の極右政治団体。かつてはバージニア州アーリントンに党本部が置かれていた。

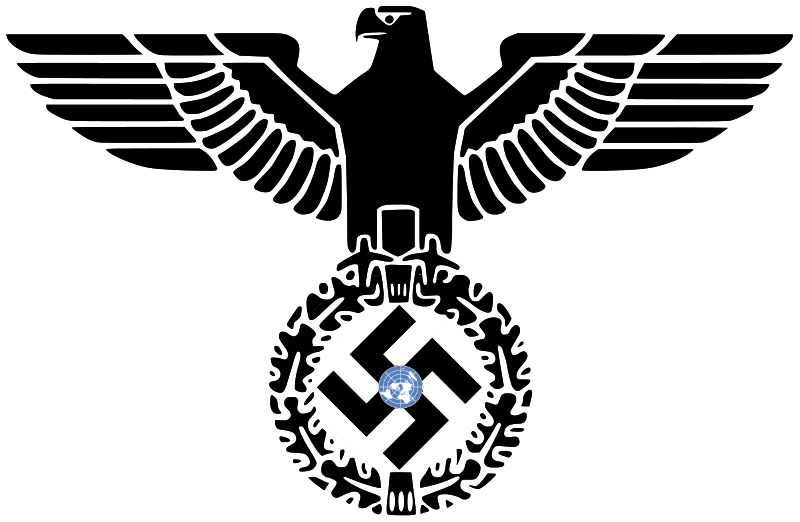
シンボルマーク

## 党史

### 結成〜全盛期

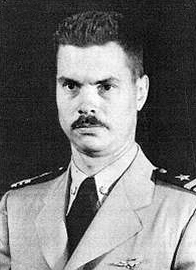
ジョージ・リンカーン・ロックウェル

1959年3月8日、元アメリカ海軍中佐ジョージ・リンカーン・ロックウェルは、国有財産に反対するため自由経済国家社会主義世界連合(WUFENS)を結成し、同年12月に党名をアメリカ・ナチ党(NSP)に改称した。ANPはアメリカでのナチズム復活を目指し、アドルフ・ヒトラーのナチ党の理念や政策に大きく立脚しており、党旗や制服もナチ党を模倣したものを採用していた。ロックウェルはバージニア州アーリントンの未亡人が所有する邸宅を購入して「ストームトルーパー・バラック」と名付けて党本部とした。
結成当初はナチズム・白人至上主義を前面に打ち出して非合法路線を取っていたが、1960年代後半に入るとロックウェルは地方選挙に候補者を擁立するなど合法路線に切り替え、「ジークハイル」の掛け声やハーケンクロイツ、「ホワイト・パワー」の理念などを控えるようになった。1967年1月1日には党名を「国家社会主義白人党」(NSWPP)に変更し、一部の強硬派の党員を追放した。この党名は全米黒人地位向上協会(NAACP)を意識したものと言われている。
ANP/NSWPPは1966年から1967年にかけて全盛期を迎え、党首であるロックウェルの名声も高まった。ロックウェルは1966年4月には『PLAYBOY』の「プレイボーイ・インタビュー」から取材を受けるほどの著名人となっており、500人の支持者が存在した。
1967年6月28日、買い物から帰ったロックウェルは「ストームトルーパー・バラック」に続く車道が伐採された木で封鎖されているのを発見した。ロックウェルは「近所の子供の悪戯」と判断して党員に除去を指示するが、直後に背後から銃撃された。銃弾はロックウェルの車に当たり、跳ね返った銃弾はロックウェルの側をかすめた。犯人に逃げられたロックウェルは、6月30日にアーリントン郡裁判所に銃の携帯許可を申請するが却下されている。
8月25日、ロックウェルは自宅近くのコインランドリーで再び銃撃された。銃弾はロックウェルの胸に命中し、彼は車の助手席から這い出して道路に倒れ込み死亡した。犯人のジョン・パトラーは元ANP/NSWPP党員で、ロックウェルに「マルクス主義者」として追放された人物だった。

### 分裂・消滅

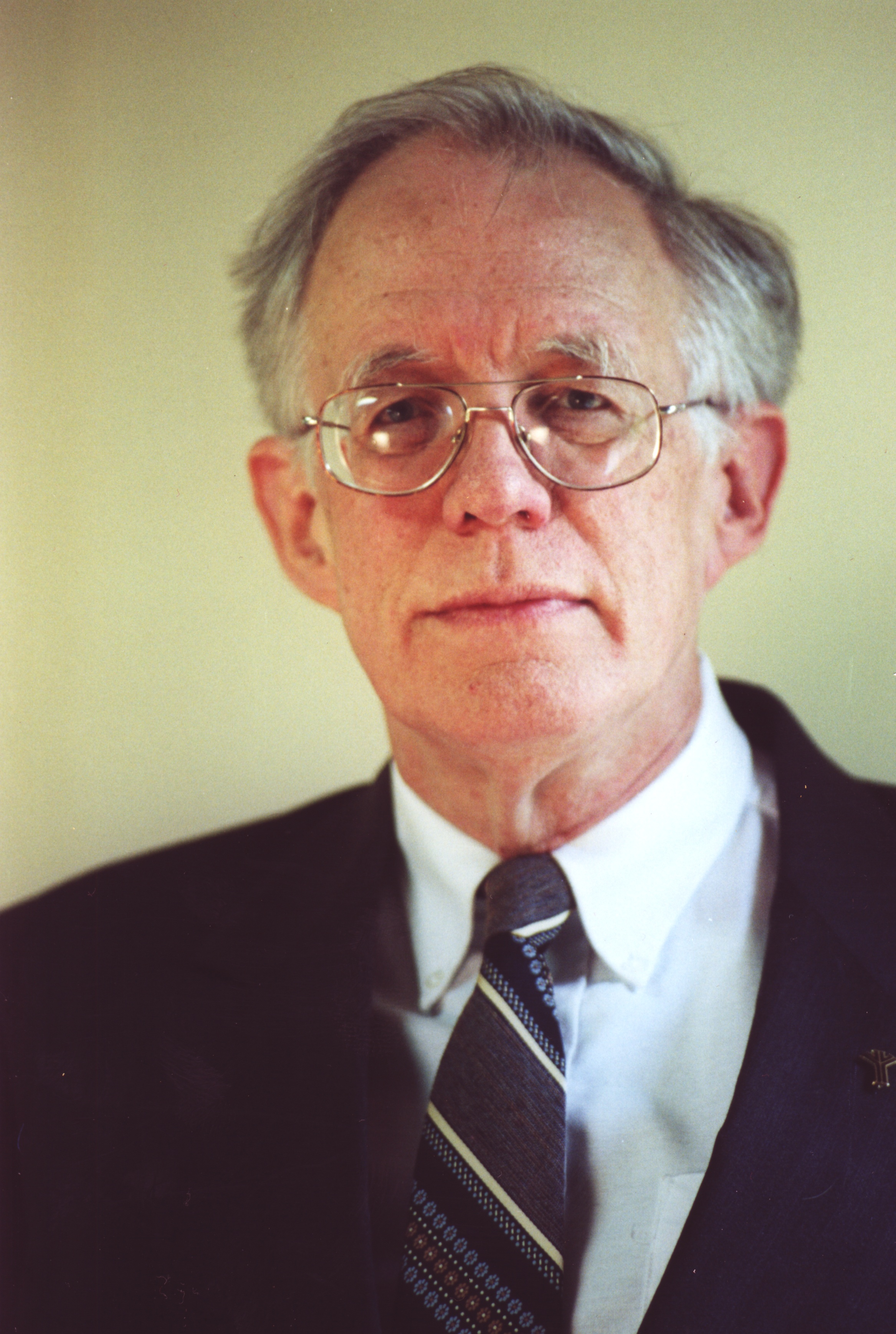
ウィリアム・ルーサー・ピアース

ロックウェルの死後、副党首のマティアス・コールが後継者となった。コールは熱狂的な国家社会主義者であり、ロックウェルの穏健路線を放棄し、再びハーケンクロイツと突撃隊を模倣した制服を復活させ、白人至上主義を前面に打ち出した。また、国家社会主義者世界連合(WUNS)議長の地位も継承し、パブル・リース＝クヌッセンを書記に任命して勢力の拡大を目指した。
しかし、1970年代に入ると思想面の対立から内部分裂が起こり、1970年にユダヤ人の父を持つフランク・コーリンが党を離脱し、アメリカ国家社会党を結成した。党内に残っていた反コール派はウィリアム・ルーサー・ピアースの元に集まり、ピアースは1974年にナショナル・アライアンスを結成してNSWPPを離脱した。
有力幹部ピアースの離脱でNSWPPは大きな打撃を受けたが、コールはサヴィトリ・デヴィの影響を受け神秘主義に傾倒しており、次第に政治活動から宗教活動に重点を置くようになった。彼はナチズムを「白人を退廃と絶滅から救うためのヒトラーからの贈り物」と考え、ヒトラーの死を殉教と捉えていた。このような思想はWUNS内部からも反発を招くが、コールはより宗教色の強い党に再編成し、ニュー・オーダーを結成した。これにより、ロックウェルが築いたANPは消滅した。
1979年11月3日、NSWPPはクー・クラックス・クラン(KKK)と連携して、ノースカロライナ州グリーンズボロで行われたアメリカ共産主義労働者党(CWP)主催のデモ運動を襲撃した（グリーンズボロの虐殺）。この際、NSWPPとKKKはCWP党員5人を殺害し、40人が警察に逮捕された。NSWPPとKKKは起訴されたが、2件の刑事裁判で無罪となったものの、1985年の民事裁判ではデモ参加者の権利を侵害したとして35万ドルの賠償を命じられた。

## ANPの継承組織

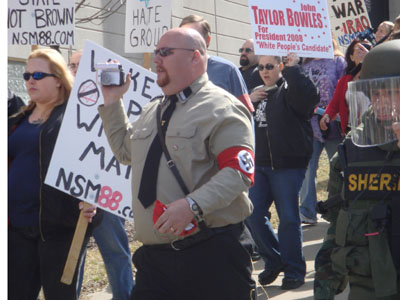
ミズーリ州コロンビアでのANPの活動（2007年）

ロックウェルの死後、「アメリカ・ナチ党」を名乗る別系統のグループが乱立した。最も早く組織されたのは、NSWPPカリフォルニア州支部党員で反コール派だったジェームズ・ワーナーとアレン・ヴィンセントが1968年1月1日に結成した団体だと言われている。1982年にはアメリカ国家社会党から離脱したジェームズ・バーフォードが新たに「アメリカ・ナチ党」を結成している。バーフォードの「アメリカ・ナチ党」はシカゴに拠点を置いて活動していたが、1994年頃に解散したと言われている。この他にジョン・ロバート・ビショップがアイオワ州ダベンポートで結成した「アメリカ・ナチ党」がある。
ロックウェルのANPに所属していたロッキー・スハイダも新たに「アメリカ・ナチ党」を結成している。スハイダはミシガン州ウェストランドを拠点に活動し、自身の「アメリカ・ナチ党」こそがロックウェルの正当な後継組織と主張しているが直接的な関係はなく、ANPの資産はコールのニュー・オーダーが引き継いでいる。スハイダは年に1回カリフォルニア州で党大会を開催し、メディアに出演して他のネオナチ団体を批判している。また、党員は警備員を除いてナチ党の制服は着用していない。

## 著名な党員
- ジョージ・リンカーン・ロックウェル - 創設者、党首。
- マティアス・コール - 副党首、ニュー・オーダー創設者。
- ウィリアム・ルーサー・ピアース - 幹部、ナショナル・アライアンス創設者。
- フランク・コーリン（英語版） - アメリカ国家社会党創設者。
- デービッド・デューク - 解散後にKKKに合流[6]。
- クルト・サクソン（英語版） - 『貧乏人のジェームズ・ボンド（英語版）』の著者。